# Potawatomi
Els potawatomi són una tribu de llengua algonquina, el nom de la qual procedia de pottawat-um-ees "els que fan o mantenen el foc"; ells, però, s'anomenaven neshnabek "el poble originari". Actualment es divideixen en quatre tribus, però això és fruit de la fragmentació i la diàspora i no pas de divisions anteriors.

## Localització geogràfica
Originàriament vivien al que ara és Green Bay (Wisconsin) i el sud de Michigan. D'ací foren desplaçats o deportats diverses vegades, i avui es divideixen en quatre grups:
- Citizen Potawatomi a la reserva Potawatomi de Kansas, també anomenada Mission Band
- Huron Potawatomi a les reserves Pokagon i Nadowesipe (Michigan), creada el 1830.
- Forest Potawatomi a les reserves de Skunk Hill i Forest County (Wisconsin), on comparteixen territori amb els menominee.
- Prairie Potawatomi a l'antic Territori Indi (Oklahoma).

## Demografia
Cap al 1641 només eren 2.500, però augmentaren fins a 12.000 el 1812. El 1907, però, només eren 2.477 individus als EUA, i cap al 1960 augmentaren a 4.642. La seva distribució per estats era:
- Oklahoma de 1.277 el 1907 a 2.974 el 1960
- Kansas, de 830 el 1907 a 1.188 el 1960
- Wisconsin, de 236 el 1907 a 319 el 1960
- Michigan, de 134 el 1907 a 161 el 1960

També hi ha un petit grup de 243 individus a Caldwell (Ontario). El 1990 hi havia enregistrats oficialment 22.000 potawatonis. Pel 1980, però, es calculaven en 7.500 individus, dels quals només parlaven la llengua originària mig miler. Segons dades de la BIA del 1995, a la reserva Citizen Band Potawatomi hi havia 9.430 individus (21.481 al rol tribal); a la Huron Band de Michigan hi ha 602 individus; a la Hannaville community hi havia 390 (607 al rol tribal) a la Forest County Potawatomi hi havia 501 individus (954 en el rol tribal); i a la Prairie Potawatomi de Kansas hi havia 1.702 habitants (4.312 en el rol tribal). Segons el cens dels EUA del 2000, hi havia 25.595 potawatomi als EUA:
| Fracció                 | D'una tribu | Dues tribus | Una tribu més altres races | Dues tribus més altres races | Total  |  |
| Citizen Potawatomi      | 1.385       | 32          | 601                        | 10                           | 2.028  |  |
| Forest Country          | 139         | 2           | 26                         | --                           | 167    |  |
| Hannaville de Wisconsin | 137         | 6           | 21                         | --                           | 164    |  |
| Huron Potawatomi        | 224         | 9           | 94                         | 15                           | 352    |  |
| Pokagon Band            | 756         | 6           | 26                         | 1                            | 1.027  |  |
| Potawatomi              | 11.903      | 563         | 7.390                      | 567                          | 20.423 |  |
| Prairie Band            | 1.255       | 5           | 188                        | 1                            | 1.499  |  |
| Potawatomi de Wisconsin | 5           | -           | -                          | -                            | 5      |  |
| Total                   | 15.817      | 592         | 8.602                      | 584                          | 25.595 |  |

## Costums
Eren tradicionalment aliats dels anishinaabemowin i dels odawa, i amb una cultura força similar. Eren semisedentaris i semiagricultors. Vestien una pell o buckokin, i els homes anaven mig nus, i també duien al cap un mocador en forma de cinta per posar-s'hi abillaments de plomes. Llurs armes eren el tomahawk, l'arc i el ganivet. Practicaven la poligàmia i les dones eren més aviat recatades. Adoraven el Sol i la Lluna i no tenien totems, i el seu creador l'anomenaven Manidowkama, el gran esperit. Contaven històries d'ancians. Els cabdills eren controlats pel wkamek o Consell d'Ancians. Els Potawatomi ensenyen als seus fills sobre les "Set Ensenyaments de l'Avi": la saviesa, respecte, amor, honestedat, humilitat, valentia i veritat els uns envers els altres i tota la creació,[4] cadascun dels quals els ensenya la igualtat i la importància dels seus companys. tribus i respecte per totes les creacions de la i la natura.
Vivien en 50 llogarrets agrícoles a l'estiu, on les dones plantaven blat i d'altres vegetals mentre els homes caçaven i pescaven. Habitaven en cases llargues cobertes d'escorça o en wigwams cupulats. Es dividien en nombroses bandes territorials políticament independents, i només unides per parentiu i per llenguatge. També tenien nombrosos dodem o clans exogàmics, amb noms d'animals (peix, tortuga, granota, sucre, cranc, esturió), els membres dels quals eren descendents d'un avantpassat comú, tots ells regits per la línia masculina.

## Història

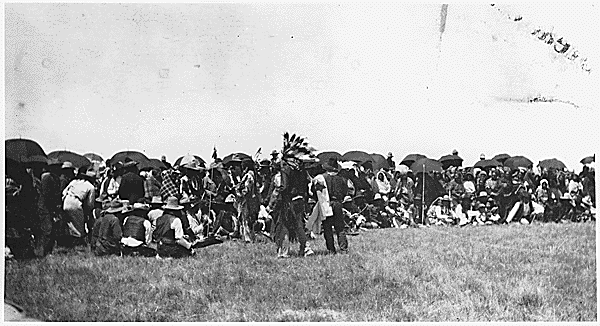
Dansa de la pluja, Kansas, c. 1920

Després d'una mena de diluvi universal, el Vell Poble fou guiat en una canoa pel Nostre Pare i el seu cabdill Muskrat, qui desembarcà a terra i esdevingué Wiske ("mestre de tota la vida"). D'ell són descendents els potawatomis. El 1641 reberen al francès Nicolet, qui anava acompanyat per un grup de jesuïtes, i donà les primeres notícies del grup. El 1670 foren visitats pels francesos a Green Bay (Wisconsin), però el 1680 els desplaçaren del Saint Joseph (Michigan, nom que prové del potawatomi mitchigami "gran llac"), a causa de les incursions iroqueses, cap a la península de Door (Wisconsin) al sud, obligant als illinois a desplaçar-se també. Aleshores disposaven d'entre 400 i mil guerrers, i pel 1694 encara n'hi havia 1.200 a Saint Joseph. Tradicionalment aliats dels francesos, ja el 1700 els ajudaren contra els iroquesos, de manera que el 1701 els obligaren a signar la pau, alhora que el francès Antoine Cadillac funda al seu territori Fort Pontchartrain (avui Detroit). També els ajudaren contra els anglesos durant la Guerra Franco-índia del 1755-1763, i foren vitals en la victòria sobre els anglesos a Fort Duquesne (1755). També secundaren l'aixecament de Pontiac el 1763, i reberen força bé la proclama que prohibia la colonització més enllà de les Apalatxes. Més tard formaren part del Consell Confederat Indi (amb ojibwa, odawa, shawnee, miamis i altres) dirigit per Blue Jacket que donà suport als anglesos durant la Guerra d'Independència; el seu cabdill Sigenak (Ocell Negre) atacà els colons de Virgínia el 1781 i s'enfrontà als nord-americans fins a la derrota a la batalla de Fallen Timbers del 1795.
No contents amb això, com que eren considerats com una tribu força poderosa (cap al 1812 eren uns 12.000 individus), també ajudaren Tecumseh (cabdill shawnee) a la batalla de Tippecanoei als anglesos durant la Guerra del 1812. Per aquest motiu perderen les terres que tenien més al Nord-oest i foren obligats a marxar de Mississipi cap a Indiana, però alguns desafiaren l'ordre i fugiren cap al Canadà amb ojibwa i iroquesos. D'altres aconseguiren quedar-se a Michigan i Wisconsin, on encara viuen alguns dels seus descendents. Pel Tractat de Greenville del 1795 hagueren de cedir moltes terres, però hi mantingueren llibertat per caçar-hi. I pel tractat del 1817, llurs terres no foren subjectes a impostos. En total, entre el 1789 i el 1867 van signar més de 60 tractats, i com que es van empobrir, es van veure obligats a anar venent les terres que els quedaven. Pel setembre del 1833 els de Michigan, dirigits pel capellà catòlic Leopold Pokagon, signaren el Tractat de Chicago, pel quel aconseguiren les reserves de Pokagon i Nadowesipe i lliurar-se de ser traslladats a Kansas. Tanmateix, el cap de les anomenades United Band, Padegosehk (Pila de plom), marxaria cap a Iowa el 1842 per tal d'unir-se als fox i sauk. Per altra banda, entre el 1840 i el 1850 uns 2.000 marxaren cap al Canadà. En aplicació de la Removal Indian Act, el 1846 molts foren traslladats pels soldats cap a Kansas, on contactaren amb llurs germans de les planures i s'adaptaren a l'ús del tipi i a la cacera del bisó. Això provocà la protesta dels pawnee, qui els declararen la guerra, però els potawatomi els venceren.
Cap al 1861, molts es van vendre les terres i la resta fou repartida en parcel·les individuals, de manera que el 1868 foren traslladats al territori d'Oklahoma. Els de les planures conservaren molts dels costums típics, i els de la ciutat han adoptat la cultura nord-americana. Tanmateix, als d'Oklahoma els aplicaren la General Allotment Act el 1887 i els obligaren a parcel·lar les terres de manera individual. El seu cap, Wakwaboshkok o Roly Water, fou empresonat per fer una protesta pacífica contra la llei, i quan es constituí l'estat d'Oklahoma el 1907, foren obligats a acceptar la ciutadania nord-americana i a perdre l'estatut de tribu i el govern tribal.
Cap al 1930 la major part de la tribu es tornà adepta de la Native American Church. El 1934 acceptaren la reorganització tribal proposada per l'Indian Reorganisation Act. Però al grup de Kansas els aplicaren la Termination el 1957 pel seu estatus econòmic baix. I des del 1960 patiren una forta aculturació que els fa perdre l'idioma propi i moltes pautes culturals. Això els ajudaria a conscienciar-se. Molts s'apuntaren a l'AIM des del 1968, de manera que donaren suport a la marxa sobre Washington del 1972, i el 1986 protestaren per la mala qualitat de les escoles a llurs reserves.

## Llista de potawatomis
- Simon Pokagon